# 野球パキスタン代表
野球パキスタン代表（やきゅうパキスタンだいひょう）は、パキスタンにおける野球のナショナルチームである。

## 歴史
2003年のアジア選手権の2ヶ月前、渡辺博敏がアジア野球連盟から派遣、監督として就任。インドネシア相手に歴史的勝利を挙げた。
2006年のアジアカップを自国で開催し、優勝。
2007年のアジア選手権の予選リーグに進出、タイに勝利したが、フィリピン、香港相手に敗退し予選リーグ最下位で大会を終えた。
2009年のアジアカップでは決勝まで進むも、インドネシアに2-3と接戦の末敗れ、準優勝に終わった。
2010年のアジアカップ（大会詳細）では、アフガニスタン・タイ・香港を倒し優勝した。
2011年に初めて開催された南アジア野球選手権大会では、アフガニスタン・スリランカ・ネパールを倒し優勝した。
2016年9月に第4回WBC予選4組でWBC初参加を果たした。ブラジル、イギリス相手に2試合連続で無得点、10点差以上のコールド負けを喫し予選敗退となった。
2022年9月の第5回WBCには予選B組に参加。城西国際大学所属のサンドゥ・シャーン・タヒル外野手など、出場資格を持つ海外選手を招集するも、2連敗で予選敗退となった。
2024年8月、日本プロ野球OBクラブからの派遣という形で前田幸長がヘッドコーチ兼投手コーチに就任。2024年9月、第13回U-18アジア選手権に参加するも、開催地がパキスタンと外交関係のない台湾であったことからパキスタン政府から渡航が認められず、アメリカやカナダ、日本から渡航した6選手のみでユニフォームも届かないといった状態に陥った。オープニングセレモニーには参加したものの、選手数が足りないため、全試合を棄権し、没収試合で不戦敗扱いになった。

## 国際大会

### ワールド・ベースボール・クラシック
| 回 | 年   | 開催地                                                                       | 順位     |
| -- | ---- | ---------------------------------------------------------------------------- | -------- |
| 1  | 2006 | アメリカ合衆国の旗 · 日本の旗 · プエルトリコの旗                             | 不参加   |
| 2  | 2009 | アメリカ合衆国の旗 · 日本の旗 · プエルトリコの旗 · メキシコの旗 · カナダの旗 | 不参加   |
| 3  | 2013 | アメリカ合衆国の旗 · 日本の旗 · プエルトリコの旗 · 中華民国の旗              | 不参加   |
| 4  | 2017 | アメリカ合衆国の旗 · 日本の旗 · 大韓民国の旗 · メキシコの旗                  | 予選敗退 |
| 5  | 2023 | アメリカ合衆国の旗 · 日本の旗 · 中華民国の旗                                 | 予選敗退 |
| 6  | 2026 |                                                                              |          |

### オリンピック
| 回 | 年   | 開催地 | 順位     |
| -- | ---- | ------ | -------- |
| 29 | 2004 | アテネ | 予選敗退 |
| 30 | 2008 | 北京   | 予選敗退 |
| 33 | 2021 | 東京   | 予選敗退 |

### WBSCプレミア12
| 回 | 年   | 開催地                                                | 順位         |
| -- | ---- | ----------------------------------------------------- | ------------ |
| 1  | 2015 | 日本の旗 · 中華民国の旗                               | 参加資格無し |
| 2  | 2019 | 日本の旗 · 中華民国の旗 · 大韓民国の旗 · メキシコの旗 | 参加資格無し |
| 3  | 2024 | 日本の旗 · 中華民国の旗 · メキシコの旗                | 参加資格無し |